# José Nazabal
José Nazabal Mimendia, detto Joxe (Zaldivia, 1º luglio 1951), è un ex ciclista su strada spagnolo di origine basca.
Professionista dal 1975 al 1982, vinse una tappa al Tour de France e una alla Vuelta a España.

## Carriera
Si mise in luce già da dilettante al Tour de l'Avenir dove riuscì, fra il 1973 e il 1974, ad aggiudicarsi due tappe. Passato professionista nel 1975 con la KAS, terminò alla prim partecipazione alla Vuelta a España al ventunesimo posto.
L'anno successivo fu sesto alla Vuelta al País Vasco e ottavo alla Vuelta a Levante. Alla seconda partecipazione alla Vuelta salì sul gradino più basso del podio a venticinque anni ed al secondo da professionista. Nello stesso anno partecipò anche al suo primo, e unico, Giro d'Italia che concluse con un abbandono. I risultati ottenuti gli consentirono inoltre la convocazione ai Campionati del mondo di Yvoir.
Nel 1977 non riuscì a far classifica né alla Vuelta né al Tour de France, dove si ritirò nella sedicesima tappa, ma in entrambe le corse si aggiudicò una vittoria di tappa. Al Tour vinse la tappa che arrivava nella città dove la KAS aveva la sede storica. Nella stessa stagione riuscì a vincere altre quattro gare in brevi corse a tappe spagnole e si classificò inoltre secondo nella prova in line dei Campionati nazionali. Chiuse infine al sesto posto il Giro del Delfinato.
Nel 1978 ottenne altri piazzamenti nelle corse tappe, terminando sesto il Critérium du Dauphiné Libéré, terzo alla Vuelta al País Vasco, quarto alla Vuelta a Asturias mentre alla Vuelta a España terminò di nuovo nei primi dieci con un settimo posto. Come nella stagione precedente, si ritirò al Tour de France.
Nelle stagioni successive non riuscì più ad ottenere successi o piazzamenti.

## Palmarès
- 1973 (dilettanti)

6ª tappa Tour de l'Avenir
Lonatz Proba
- 1974 (dilettanti)

7ª tappa Tour de l'Avenir
- 1976

Campionati spagnoli, Prova in salita
Grand Prix Navarra
- 1977

18ª tappa Vuelta a España (Bilbao > Durango)
5ª tappa, 2ª semitappa Vuelta a Aragón
Classifica generale Vuelta a Aragón
1ª tappa Vuelta a los Valles Mineros
Classifica generale Vuelta a los Valles Mineros
3ª tappa Tour de France (Oloron-Sainte-Marie > Vitoria)
- 1978

1ª tappa Vuelta a los Valles Mineros
3ª tappa Vuelta a los Valles Mineros
Classifica generale Vuelta a los Valles Mineros

## Piazzamenti

### Grandi giri
- Vuelta a España

1975: 23º
1976: 3º
1977: 21º
1978: 7º
1979: 46º
1980: ritirato
1981: 43º
- Giro d'Italia

1976: ritirato (21ª tappa)
- Tour de France

1977: ritirato (16ª tappa)
1978: ritirato (18ª tappa)

### Competizioni mondiali
- Campionato del mondo

Yvoir 1975 - In linea: ritirato
Ostuni 1976 - In linea: ritirato